# الألغام في ليبيا

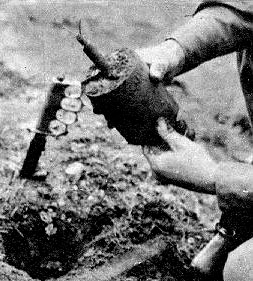
لغم صغير مضاد للأفراد

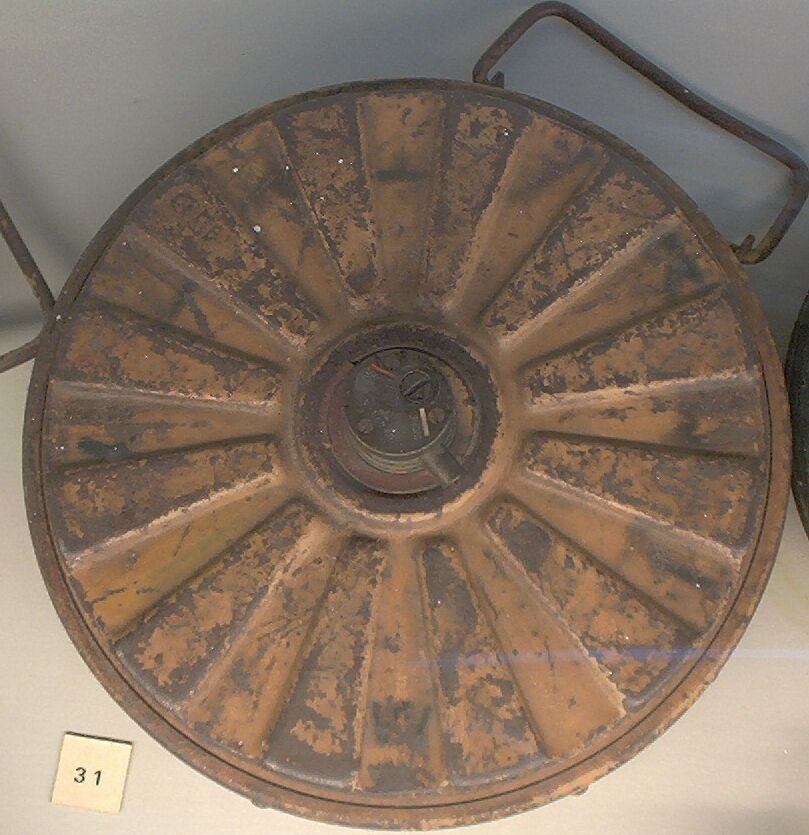
لغم من الحرب العالمية الثانية

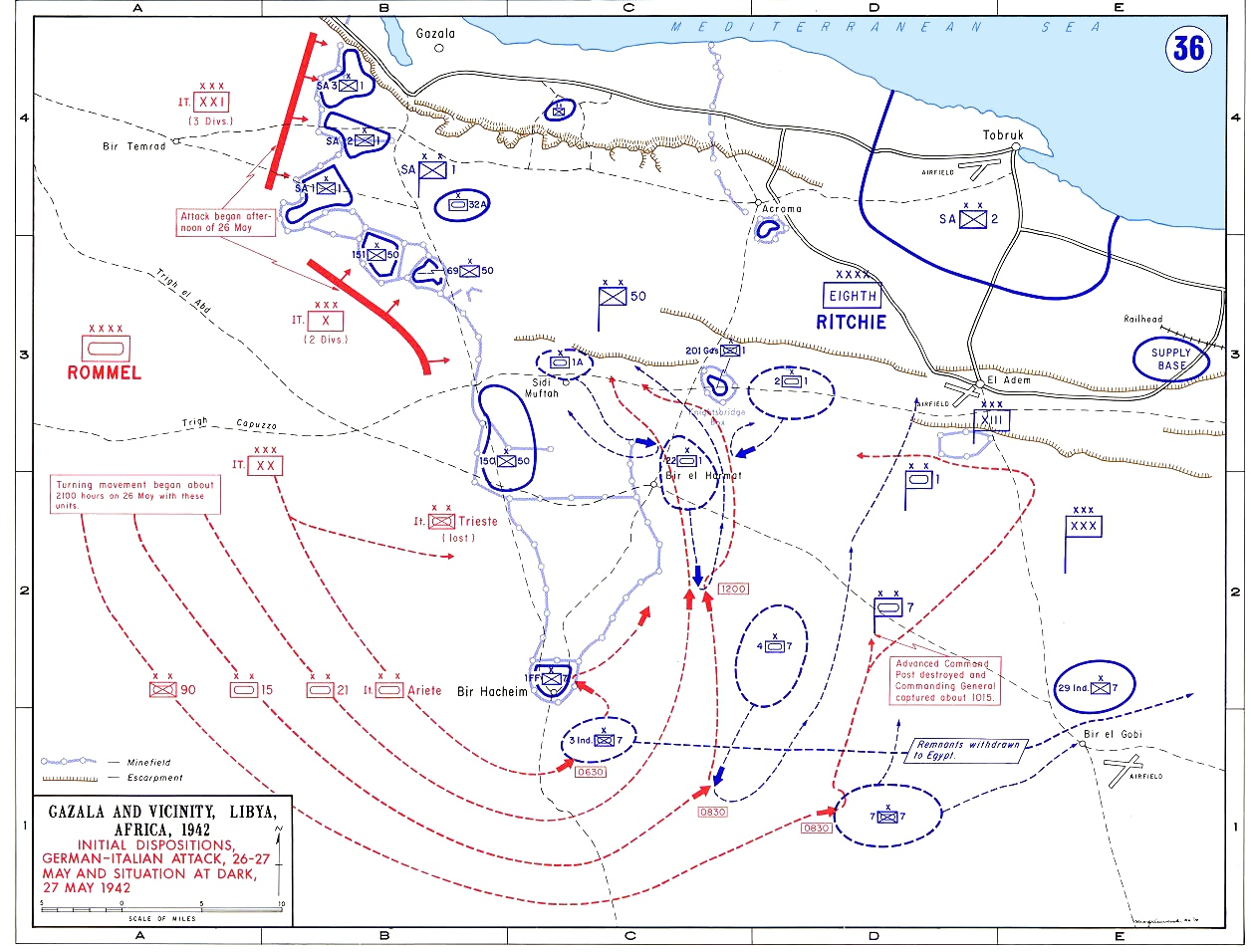
خريطة توضح معارك الحرب العالمية الثانية في ليبيا

تقدر الأمم المتحدة أن عدد الألغام في ليبيا يقدر بحوالي 3 ملايين لغم، زرع أغلبها في الفترة ما بين 1940 - 1943 من قبل الإيطاليين، الألمان والإنجليز خلال معارك الحرب العالمية الثانية في ليبيا. ويوجد الجزء الأعظم من الألغام على طول الحدود الليبية الشرقية وتعتبر مشكلة الألغام من أهم معوقات التنمية البشرية على الحدود إذ تودي بحياة الأشخاص من حين لآخر.
و قد حاولت الحكومة الليبية إزالة الألغام لكن أغلب محاولاتها باءت بالفشل نتيجة لاتساع رقعة الأرض وعشوائية زراعة الألغام وتهرب ألمانيا وإيطاليا من تسليم الخرائط والاعتراف بمسؤلياتها في إزالة الألغام.

## أنواع الالغام
تنقسم الانواع الموجودة في ليبيا الي قسمين رئيسيين وهما:
1-الغام نظامية وهي الغام عسكرية متنوعة مضادة للافراد أو العربات مصنعة خصيصا لهذا الاستعمال
واستعملت في الحرب العالمية الثانية كما جري استخدامها أيضا خلال الثورة
بشكل طفيف.
2-اشراك وفخاخ محلية الصنع وتتكون في الغالب من مخلفات عسكرية معاد استعمالها أو قذائف لدبابات وصواريخ
يتم تحويرها وإضافة الاشراك اليها لتتحول الي الغام فتاكة متنوعة يصعب التعامل معها وتستعمل في الغالب من قبل
المجموعات الارهابية أو المتطرفة وجري استعمالها بشكل مكثف في مدينة سرت وبنغازي خلال العمليات العسكرية هناك
وهي مبعثرة ولاتتواجد في حقول الغام وفي الغالب تكون بداخل منازل ومزارع للمواطنين.

## 3-ألغام طراز PRB M3A1 وBB3
واللغم المضاد للدبابات ذو غلاف بلاستيكي من طراز BB3 و PRB M3A1 من صنع الشركة البلجيكية بوديريز ريونيس دي بلجيكا في السبعينات والثمانينات. المنجم مربّع بهيكل سميك من الزيتون  مصنوع من البوليتين مع خيط محمول على جانبه Hhandlel3 ومقعد خالٍ من غاز الأمونيا لصفيحة الضغط. وبئر صمامة التفجير في وسط المقاعد، مع تثبيت صفيحة الضغط فيها بعد إدخال صمامة التفجير. وتتألف صفيحة الضغط الاسطوانية من صفيحتين بلاستيكيتين تتحرك إحداهما تحت وزن مركبة تسير فوق اللغم لنقل القوة إلى صمامة التفجير، وهي عبارة عن دبابيس تجز تضعها في مكانها. يتألف نموذج PRB M3A1 من بئرين ثانويين لصمامات التفجير، وكثيراً ما يتم نشره بجهاز مضاد للرفع M30. وتفجّر صمامة إم 30 اللغم إذا رفعت أكثر من 3 سنتيمترات. وهو أيضاً منجم معدني في حده الأدنى، ومكوِّناته المعدنية الوحيدة هي مقذوفتان من الأسلاك الفولاذية الربيعية وقطاعتا قدح من الألمنيوم
فكلا النوعين من اللغم لا يتسرب منه الماء عندما يكون جديدا، ويمكن زرعه في مياه ضحلة، غير أن غلاف اللغم غالبا ما ينشق وينحرف في المناخات الحارة، رغم أن انشقاقات صغيرة لا تؤثر على أداء اللغم. الألغام معرضة للانفجار بالتأثير إذا زُرعت على مسافة تزيد عن مترين. ويوجد المنجم في أنغولا وتشاد وإثيوبيا والعراق ولبنان وليبيا  ومالي ورواندا والصومال والسودان والصحراء الغربية وزاميبيا.
في أبريل 2011 أفيد أن قوات المتمردين في الحرب الأهلية الليبية عام 2011 كانت تنشر هذه الألغام، في انتهاك للوعود السابقة بعدم استخدام الألغام الأرضية.  أصدر المجلس الوطني الانتقالي الليبي بعد ذلك بيانا وعد فيه بالتوقف عن استخدام الألغام الأرضية المضادة للأفراد والمركبات، وأنه سيطلب من قواتهم تدمير جميع مخزونات الألغام الأرضية.

### المواصفات
- الوزن: 6.8 كجم
- محتوى قابل للانفجار: 6 كجم من (70٪ TNT ، 15٪ RDX ، 15٪ ألومنيوم) (مزيج يعرف باسم Trialene  )، مع معزز هيكسوليت في أبريل 2011 أفيد أن قوات المتمردين في
- الطول: 230 ملم
- الارتفاع: 130 ملم
- العرض 230 ملم
- ضغط التشغيل: 250 كجم

## منجم ألغام AC NM AE T1
هو منجم معدني صغير مضاد للدبابات في البرازيل. ويعتقد أن المنجم في الخدمة مع الجيش البرازيلي، على الرغم من توقف إنتاج المنجم في عام 1989. وللمنجم جسم بلاستيكي مربع مربع مع لوحة ضغط دائرية مرتفعة وفتيل. مقبض حمل مدمج في جانب واحد من المنجم. يبدو أنها تشبه إلى حد كبير PRB M3 .[بحاجة لمصدر]
ويعتقد انها استخدمت الألغام في الإكوادور، بيرو وليبيا.
المواصفات
- الطول: 225 مم
- العرض 255 ملم
- الارتفاع: 155 ملم
- الوزن: 8 كجم
- محتوى قابل للانفجار: 7 كجم من مادة TNT مع معزز Pentolite (مزيج بنسبة 50:50 PETN / TNT)
- ضغط التشغيل: 60 إلى 140 كجم

## لغم MK 5[4]

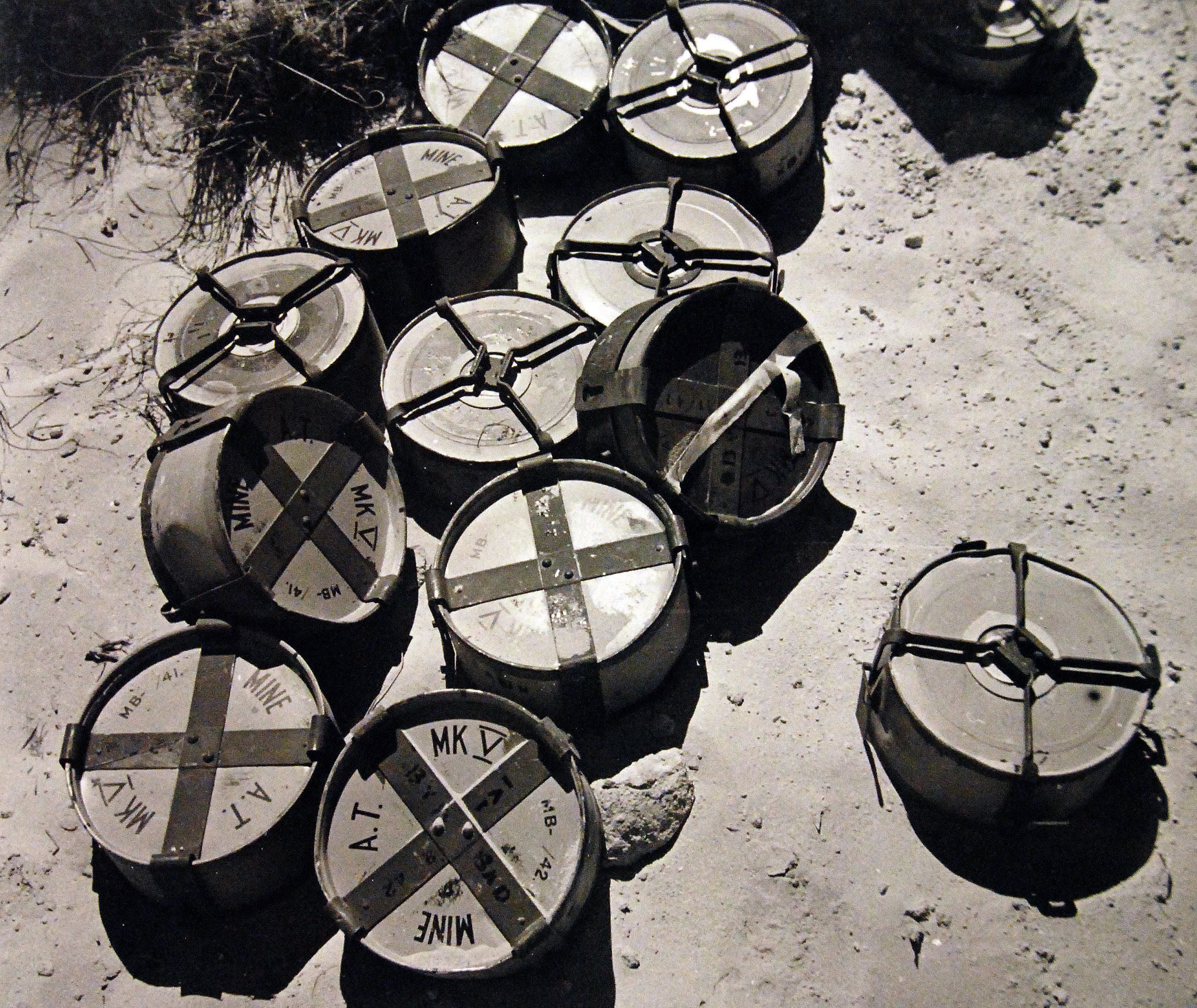
ألغام مضادة للدبابات Gs Mark V

استخدم المنجم لوحة ضغط عنكبوت تجعله مقاومًا للضغط الزائد. يقع العنكبوت على مصهر مركزي Mk 3 (يشار إليه أحيانًا باسم No.3 Mk I)، والذي يحتوي على مهاجم محمّل بنابض مثبت في مكانه بواسطة دبوس القص. يميل المنجم، الذي يتم تصنيعه إلى حد كبير من الفولاذ إلى الصدأ، مما يجعل تنشيطه غير متوقع.
وجدت ليبيا كما وجدت في الأردن ومصر وأغولا، موزمبيق، السودان، وزيمبابوي

## التعامل مع الالغام
اغلب الالغام التي يتم التعامل معها حاليا هي من النوع التاني ويتم هذا عبر مجموعات مكونة من متطوعين
ومن افراد وسرايا الهندسة العسكرية كما تساهم منظمات محلية ودولية في حملات لتحذير السكان ونشر الوعي حول الالغام والمخلفات الحربية.

## ضحايا الالغام
المدنيين هم الضحية الاولي للالغام  وفي الاغلب هم من المزارعين والفلاحين الذين تصطادهم الالغام اثناء التعامل مع التربة يليهم مفككوا الالغام من المتطوعين والعسكريين فهم غالبا مايسقطون ضحايا للالغام التي يعملون عليها
بسبب الاشراك الموجودة وايضا بسبب افتقارهم للتدريب ولاجرائات السلامة وعدم استعمال أو توافر المعدات المختصة لديهم
وكان من ابرز هؤلاء طارق السعيطي  الذي قضي في مدينة بنغازي.

## وصلات خارجية
PRB M3 MINE

## اقرأ أيضا
- ألغام شمال أفريقيا
- تنظيم داعش (ليبيا)